# نييكو
نييكو (بالصومالية: Niiko) هو نوع من الرقص الأصلي في جنوب الصومال. نظرًا لطبيعته الجنسية، يتم القيام به في كثير من الأحيان من قبل المسلمين غير المتدينين ويتم تجنبه من قبل أولئك الملتزمين دينياً، خاصة في التجمعات المختلطة.  مع ذلك، يعتبر من أكثر الرقصات الرائجة في البلد. إنه ينطوي على تحريك الوركين وهو مشابه للتوركينغ ما عدا الوركين يتم تحريكهما بطريقة دوارة. غالبًا ما يتم أداءها أثناء ارتداء «ديرع» بالإضافة إلى وشاح حول الخصر من أجل إبراز الأرداف، ويمارس هذا الرقص كل من الصوماليين الجنوبيين ولكن يمارسه أيضًا البانتوس الصوماليين.

## روابط خارجية
مقطع يوتيوب.